# Francesc Cano i Castells
Francesc Cano i Castells (Santa Maria de Martorelles, 1979) és un periodista català. Llicenciat en periodisme per la Universitat Ramon Llull i doctor per la mateixa universitat. Té també un Màster Universitari en Ciències Humanes, Socials i Jurídiques per la Universitat Internacional de Catalunya i PDD per l'IESE de la Universitat de Navarra. és director de la productora La Manchester. També és professor associat de la Universitat Internacional de Catalunya. Ha treballat a Catalunya Ràdio des de l'any 2000 fins a 2025, on ha exercit de periodista a les quatre emissores del grup. Ha realitzat el programa Primeres veus a Catalunya Música, va ser coordinador de continguts de Catalunya Cultura, una de les veus de Catalunya Informació i coordinador de l'informatiu Catalunya vespre. També ha estat fundador i director del portal web it-intransit.eu, adreçat a corresponsals estrangers destacats a l'estat espanyol, a la comunitat acadèmica internacional i al cos diplomàtic. El maig de 2012 va ser nomenat cap d'informatius de Catalunya Ràdio en substitució d'Agustí Esteve, que ocupava el càrrec des del 2008, i en va ocupar el càrrec fins 2022.
Va comissariar els actes de commemoració del 40è aniversari de TV3 i Catalunya Ràdio l'any 2023.